# DDH-978 왕건
DDH-978 왕건(王建)은 대한민국의 4번째 방공구축함으로 스텔스 기능을 갖춘 구축함이며, 천룡 순항 미사일을 갖출 수 있는 구축함으로 KVLS을 24셀이 갖출 수 있다. 후삼국을 통일하고 고려를 건국한 왕건의 이름을 따왔다.

## 진수식
2005년 5월 4일 울산 현대중공업 특수선 사업부에서 이해찬 국무총리와 부인 김정옥 여사, 이상희 합동참모본부 의장, 김장수 육군참모총장, 유관홍 현대중공업 사장 등 관계자 300여명이 참석한 가운데 구축함 명명식과 진수식을 개최했다.

## KVLS
왕건함부터 ADD에서 독자개발한 핫론칭 방식의 KVLS가 장착되었다. 대한민국산 아스록인 홍상어나 대한민국산 토마호크인 현무-3 크루즈 미사일을 발사하는데 사용된다.

## 역대 함장
- 고진갑 대령. 해사 53기
- 이창규 대령. 해사 50기
- 한영희 대령. 해사 44기
- 부석종 대령 해사 40기
- 정관석 대령. 해사 38기
- 배종영 대령. 해사 37기
- 양승룡 대령. 학군 37기

## 2008 탑건
"2008년 포술 최우수 전투함"에 해군 5전단 소속 왕건함이 선정되어 대통령 부대상을 수상했다. 작전사령부에서 매년 선발하는 "전투준비 최우수함", "전자전 우수함"에도 선정되는 등 3관왕을 달성했다.

## 해외 훈련
2019년 Pacific Vanguard(해군 함정 최초로 참가)
2019년-2020년 청해부대 31진
2021년 Pacific Vanguard, Talisman Sabre, 21년 순항 훈련